# Levi Heimans
Levi Heimans (nascido em 24 de julho de 1985) é um ex-ciclista holandês que participava em competições de ciclismo de pista.
Heimans representou os Países Baixos durante os Jogos Olímpicos de 2000 em Atenas, onde participou na perseguição por equipes de 4 km juntamente com Jens Mouris, Peter Schep e Jeroen Straathof. Eles terminaram na quinta posição. Também foi qualificado para a perseguição individual, mas decidiu concentrar-se totalmente sobre o esforço da equipe e não começou nessa corrida. Competiu no mesmo evento nos Jogos Olímpicos de Pequim 2008 e Londres 2012, terminando em quinto novamente e, em seguida, 7º.

## Palmarès

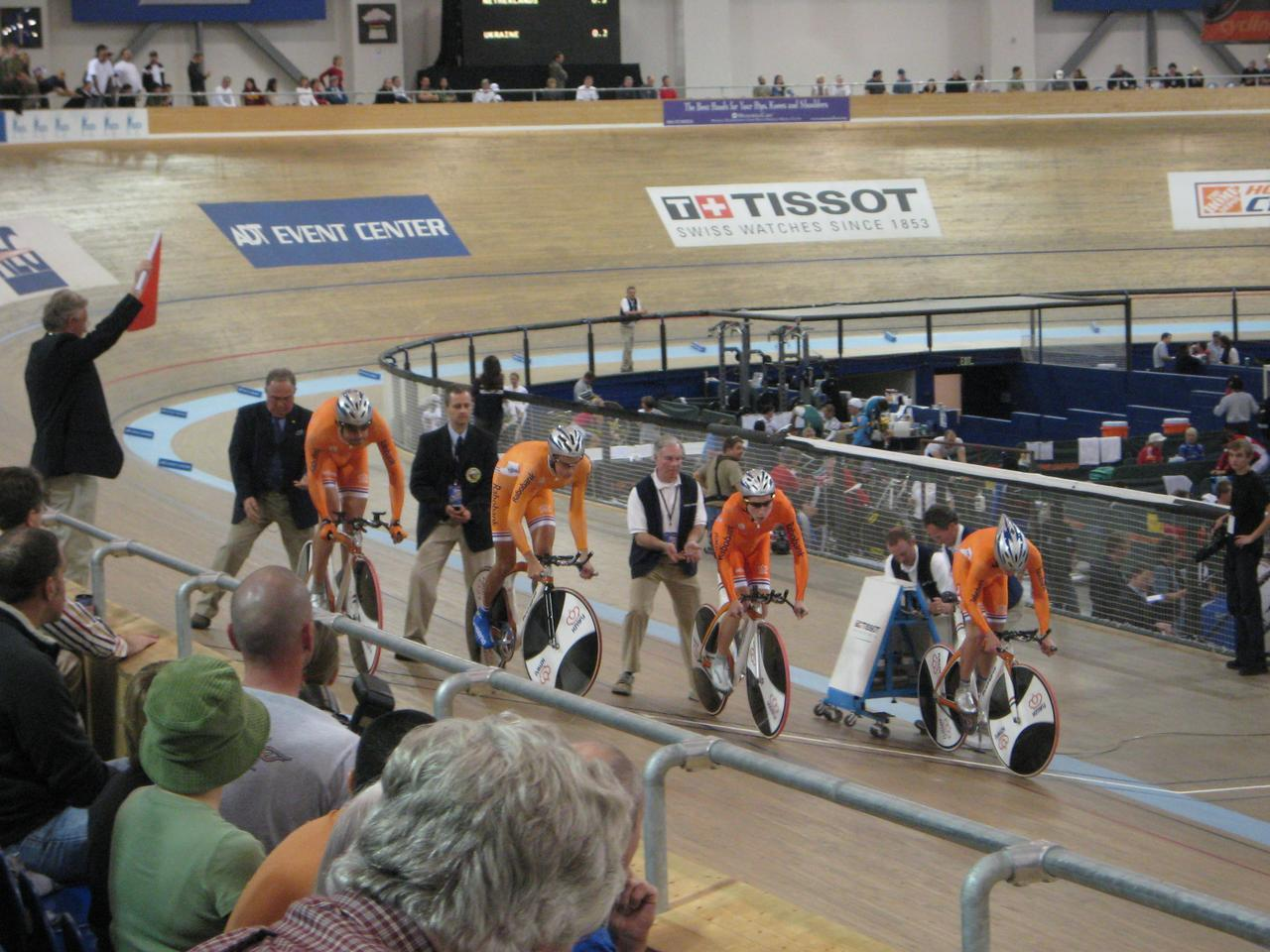
Levi Heimans na perseguição por equipes na Copa do Mundo de Pista em Los Angeles

2008
3º no Campeonato dos Países Baixos de Ciclismo em Pista, perseguição individual
2009
1º no Campeonato dos Países Baixos de Ciclismo em Pista, perseguição individual
2010
3º no Campeonato Europeu de Ciclismo em Pista, perseguição por equipes
1º no Campeonato dos Países Baixos de Ciclismo em Pista, perseguição individual
2011
2º no Campeonato dos Países Baixos de Ciclismo em Pista, perseguição individual